# Brandon Barnes
Brandon Barnes (Denver, 10 ottobre 1972) è un batterista statunitense.

## Biografia
È attualmente il batterista dei Rise Against, è subentrato nella band al posto di Toni Tintari nel 2001, registrando con loro il primo album The Unraveling. Prima di entrare nella band, suonava nel gruppo punk di Denver, i Pinhead Circus. Come gli altri membri della band, è vegetariano e sostiene attivamente il PETA. Vive nel Colorado con sua moglie.

## Discografia
- 2001 – The Unraveling
- 2003 – Revolutions per Minute
- 2004 – Siren Song of the Counter Culture
- 2006 – The Sufferer & the Witness
- 2008 – Appeal to Reason
- 2011 – Endgame
- 2014 – The Black Market